# En la gama
Ne doit pas être confondu avec En la cama.
Pour plus de détails, voir Fiche technique et Distribution.
En la gama (En la gama de los grises ; littéralement « Dans la gamme du gris ») est un film dramatique romantique chilien réalisé par Claudio Marcone, sorti en 2015.
Ce premier long-métrage est sélectionné en « Competencia Oficial Premio Maguey » et projeté en mars 2015 au Festival international du film de Guadalajara au Mexique.

## Synopsis
Bruno, un architecte reconnu, marié et père d'un petit garçon, doute sur sa vie familiale comme celle professionnelle, en panne d'inspiration pour son nouveau projet. Sur le conseil de son agent, il rencontre Fernando, un jeune professeur d'histoire, guide touristique à Santiago, avec lequel il va travailler. Ce professeur ouvertement gay, bouscule les dernières certitudes de Bruno ; une relation intime va bientôt naître…

## Fiche technique
- Titre original : En la gama de los grises
- Titre international : In the Grayscale
- Titre français : En la gama
- Réalisation : Claudio Marcone
- Scénario : Rodrigo Antonio Norero
- Direction artistique : Daniela López
- Décors : Daniela López
- Costumes : Sebastian Torrico
- Photographie : Andrés Jordán
- Montage : Felipe Gálvez
- Son : Pepe de la Vega
- Musique : Carla Morrison et Dario Segui
- Production : Luis Cifuentes
- Sociétés de production : Tantan Films ; Lucho Films (coproduction)
- Sociétés de distribution : Market Chile (Chili) ; Outplay (France)
- Pays d'origine :  Chili
- Langue originale : espagnol
- Format : couleur
- Genre : drame romantique
- Durée : 101 minutes
- Dates de sortie :
  - Mexique : 6 mars 2015 (Festival international du film de Guadalajara)
  - Chili : 29 octobre 2015
  - Québec : 28 novembre 2015 (Image + Nation, Festival international de cinéma LGBT de Montréal)
  - France : 3 avril 2016 (Vues d'en face, Festival international du film gay et lesbien de Grenoble) ; 10 juin 2016 (DVD/BluRay)

## Distribution
- Francisco Celhay : Bruno
- Emilio Edwards : Fernando « Fer » Contreras
- Daniela Ramírez : Soledad
- Matías Torres : Daniel
- Sergio Hernández : Toto
- Marcial Tagle : Schulz

## Accueil

### Sortie
En la gama de los grises est sélectionné en compétition officielle et présenté en avant-première mondiale, le 6 mars 2015, au Festival international du film de Guadalajara au Mexique, avant que la Chili ne présente ce film en ce 29 octobre 2015.
Au Québec, il est également sélectionné dans la catégorie « Films en compétition » et projeté le 28 novembre 2015 au Festival international de cinéma LGBT de Montréal - Image + Nation.
La France l'assiste aux Vues d'en face, Festival international du film gay et lesbien de Grenoble, le 3 avril 2016, puis en DVD/BluRay à partir du 10 juin 2016.

### Accueil critique
Au Québec, Éric Fourlanty de Image + Nation, le Festival international de cinéma LGBT de Montréal, le voit en « la chimie palpable entre les deux acteurs, qui ont des airs de Paul Newman et d’Al Pacino, n’est pas étrangère au fait que ce film reste longtemps en mémoire ».
Quant à la France, un critique habitué de Vues d'en face, le Festival International du Film Gay et Lesbien de Grenoble, souligne que « En la gama impressionne par sa maîtrise cinématographique. La ville de Santiago magnifiquement filmée, tout en contraste et sensualité, écartelée entre son lourd passé colonial et son avenir à inventer (…) ». Un autre de In&Out, le Festival du film gay et lesbien de Nice, applaudit aux « deux comédiens [qui] sont étonnants de justesse dans ce chassé-croisé amoureux tout en demi-teinte et en échanges feutrés ».

## Distinctions

### Récompenses
- Festival international du film de Miami 2015 : Ibero-American Opera Prima[5]
- Festival international du film de Frameline 2015 : Meilleur film[6]

### Nominations
- Festival international du film de Guadalajara 2015 : « Competencia Oficial Premio Maguey »[1]
- Image + Nation, le Festival international de cinéma LGBT de Montréal 2015 : « Films en compétition »[2]
- Festival international du film de Saint-Sébastien 2015 : Meilleur film latino-américain
- Vues d'en face, Festival international du film gay et lesbien de Grenoble 2016 : Prix du public[3]